# Zachodnia obwodnica Poznania
Zachodnia obwodnica Poznania (ZOP) – droga będąca częścią trasy ekspresowej S11 prowadzącą od węzła Poznań Północ (d. Złotkowo) do autostrady A2 (węzeł Poznań Zachód). Dwujezdniowa droga prowadzi m.in. przez tereny gmin Tarnowo Podgórne i Rokietnica. W przeszłości mieszkańcy tych gmin starali się o całkowitą zmianę przebiegu obwodnicy Poznania i odsunięcie jej na zachód o 20 km. Drogowcy bronili zaproponowanego przebiegu obwodnicy, powołując się na podejmowane jeszcze w latach 90. decyzje planistyczne na szczeblu gminnym i wojewódzkim.
Według pierwotnych planów obwodnica miała być w całości otwarta w 2011.
Na lipiec 2025 roku zaplanowano remont warstwy ścieralnej nawierzchni oraz dylatacji na odcinku między węzłami Poznań Tarnowo Podgórne i Poznań Zachód, obejmując jezdnie główne oraz łącznice z wyjątkiem tych w ciągu węzła Poznań Zachód. W maju 2025 roku Generalna Dyrekcja Dróg Krajowych i Autostrad podpisała umowę na wykonanie prac, wartych ponad 27 milionów złotych, z firmą COLAS Polska. 

## Chronologia
| Odcinek                                                              | Długość | Data otwarcia        | Uwagi         |
| -------------------------------------------------------------------- | ------- | -------------------- | ------------- |
| Poznań Tarnowo Podgórne (d. Swadzim) – Poznań Skórzewo (d. Dąbrówka) | 8,1 km  | 28 listopada 2011    | część etapu I |
| Poznań Skórzewo (d. Dąbrówka) – Poznań Zachód (d. Głuchowo)          | 5,5 km  | 4 czerwca 2012       | część etapu I |
| Poznań Północ (d. Złotkowo) – Poznań Rokietnica (d. Rokietnica)      | 7,7 km  | 30 października 2012 | etap IIa      |
| Poznań Rokietnica – Poznań Tarnowo Podgórne                          | 5,3 km  | 19 grudnia 2014      | etap IIb      |

## Przejazdy przez obwodnicę
Lista zawiera głównie przejazdy istniejące na ukończonych do końca 2013 roku fragmentach obwodnicy. Nieomal wszystkie przejazdy są jednojezdniowe (poza szosą pniewską – przedłużeniem poznańskiej ul. Dąbrowskiego), przejazdy nieopisane prowadzą wiaduktem ponad obwodnicą. Wjazd i zjazd z obwodnicy możliwy jest jedynie w punktach opisanych jako "węzeł".

### Odcinek północny
Odcinek pomiędzy szosą obornicką w Złotkowie (początek obwodnicy) a węzłem w Swadzimiu/Sadach
- Złotkowo ul. Złota – lokalna ulica równoległa do torów kolejowych (linia Poznań – Oborniki), na wschód od nich (przejazd pod obwodnicą);
- Sobota (ul. Poznańska) – Złotkowo (ul. Sobocka);
- Sobota – Pawłowice (ul. Pawłowicka, szlak rowerowy do Szamotuł);
- Bytkowo, pętla dróg zbiorczych wzdłuż obwodnicy w pobliżu torów kolejowych (linia Poznań – Szamotuły), po ich wsch. stronie – przejazd pod obwodnicą. Droga zbiorcza biegnąca po stronie pn. obwodnicy łączy się z ul. Pawłowicką w Bytkowie, do której doprowadzały niegdyś dwie gruntowe drogi z Pawłowic. Na żadnej z nich ma wiaduktu przez obwodnicę – obie doprowadzają do pd. drogi zbiorczej;
- Rokietnica (ul. Golęcińska) – Starzyny (ul. Kierska) – dojazd z Rokietnicy do Kiekrza i Poznania (przejazd pod obwodnicą);
- Kobylniki – droga łącząca Sady z Poznaniem (Kiekrz).

### Odcinek południowy
Odcinek pomiędzy węzłami w Swadzimiu/Sadach i w Gołuskach
- Sady/Swadzim – węzeł obwodnicy i szosy Poznań – Pniewy;
- Batorowo w ciągu ul. Batorego (przejazd pod obwodnicą) – dojazd lokalnymi drogami do Tarnowa Podgórnego i Lusowa;
- Dąbrowa – Zakrzewo w ciągu ul. Bukowskiej w Dąbrowie – połączenie z ul. Bukowską w Poznaniu; szosa w kierunku Buku, węzeł obwodnicy;
- Dąbrowa – Zakrzewo – wiadukt bez połączenia z ulicami Zakrzewa i Dąbrowy, łączący drogi zbiorcze po obu stronach obwodnicy (stan na luty 2014);
- Dąbrowa (ul. Leśna) – Zakrzewo (ul. Długa) na pd. skraju Zakrzewa, przy szosie Dąbrówka – Zakrzewo;
- Skórzewo – Dąbrówka – w ciągu ul. Poznańskiej w Dąbrówce; dojazd do Dąbrówki, Palędzia i Dopiewa, przejazd ten jest połączony szosą zbiorczą biegnącą po zach. stronie obwodnicy z wiaduktem Palędzie – Plewiska;
- Palędzie (ul. Łąkowa) – Plewiska (ul. Szkolna; przejazd pod wiaduktami obwodnicy, łączy się z przejazdem opisanym niżej przy jego wiadukcie) – gruntowa droga wzdłuż torów kolejowych, na pd. od nich, (zasadniczo) nieprzejezdna dla samochodów osobowych, dostępna dla rowerów, lecz trudna do odszukania w terenie od strony Palędzia;
- Palędzie (ul. Dopiewska) – Plewiska (ul. Szkolna) – najkrótszy dojazd z Dąbrówki i Palędzia do Plewisk i poznańskiego Junikowa, przejazd ten jest połączony szosą zbiorczą biegnącą po zach. stronie obwodnicy z rondem przy wiadukcie w Dąbrówce;
- Gołuski (ul. Lipowa) – Głuchowo (ul. Poznańska) – w pobliżu węzła autostradowego Poznań Zachód; umożliwia przejazd nad autostradą berlińską w Głuchowie (na jej pd. stronę) do Komornik, Lubonia i ul. Głogowskiej w Poznaniu oraz dojazd do Plewisk (odcinek drogi gruntowej, droga ta jest przedłużeniem ul. Grunwaldzkiej w Plewiskach i w Poznaniu).